# Powerwolf
Powerwolf — пауэр-хеви-метал-группа из Германии. Основана в 2003 году в городе Саарбрюккен членами Red Aim. Творчество коллектива базируется на сочетании христианских мотивов с мрачными хоровыми вставками и органными партиями. Творчество группы отличается от традиционного пауэр-метала преобладанием тёмных образов, использованием корпспэйнта, элементов готической музыки и песнями об оборотнях Трансильвании и легендах о вампирах. По утверждению вокалиста группы, в таких песнях, как «Panic in the Pentagram», «Coleus Sanctus», «Catholic in the morning, satanist at night», коллектив иронично высмеивает то сатанизм, то католическую веру, называя себя «наблюдателями, а не борцами на религиозной сцене».

## История

### 2003—2009: Создание и первые альбомы
Powerwolf была создана в 2003 году членами стоунер-рок-группы Red Aim, которые придумали себе псевдонимы и предысторию.
По официальной версии, Чарльз и Мэттью Грейвульфы после многих лет совместной игры решили основать группу. Вскоре к ним присоединились ударник Стефан Фюнебр (Stéfane Funèbre) и клавишник Фальк Мария Шлегель (Falk Maria Schlegel), но для полного состава группе не хватало подходящего вокалиста. Уже приступив к написанию текстов и музыки, Чарльз и Мэтью, путешествуя по Румынии, встретили Аттилу Дорна в пабе города Сигишоара. Дорн, обучавшийся классическому оперному вокалу в университете музыки Бухареста, переехал в Саарбрюккен и стал новым фронтменом Powerwolf. В таком составе в 2005 году коллектив записывает свой дебютный альбом Return in Bloodred. В большинстве текстов альбома нашла своё отражение любовь Аттилы к румынским легендам об оборотнях. Общая стилистика текстов этого и последующих альбомов сочетает в себе нарочитую мрачность и мистицизм с мажорными гармониями. Несерьёзность текстов берёт своё начало из творчества Red Aim.
В 2007 году вышел второй альбом группы, Lupus Dei, в котором рассказывается о волке-оборотне и его пути от жажды крови до просвещения. Для большей атмосферности, Powerwolf записывали часть материала в церкви, построенной в XII веке. В этом альбоме, по словам гитариста Мэтью Грейвульфа, заключается метафора страсти группы к хеви-металу.
В 2008 году вышел первый видеоальбом группы The Wacken Worship с записями их выступления на Wacken Open Air 2008. В том же году они отправились в тур по Европе совместно с Brainstorm и Pagan’s Mind.
19 марта 2009 года вышел сингл «Raise Your Fist, Evangelist», который был номинирован на награду Metal Anthem 2010.
Третий альбом под названием Bible of the Beast, сведением которого вновь занимался продюсер Фредрик Нордстрем, вышел 24 апреля 2009 года. В записи также принимал участие хор студентов и выпускников консерватории Hochschule für Musik Saar. Сами участники группы говорят о новом альбоме как о самом тяжёлом в их музыкальной карьере. В этом альбоме окончательно закрепился стиль группы: сочетание звука органа, хора и вокала Аттилы.

### 2010—2011: Смены ударников и альбомBlood of the Saints
2 марта 2010 года Стефан Фюнебр покинул группу и был заменен Томом Динером.
В ноябре органист Фальк Мария Шлегель рассказал о новом материале, который готовит группа: 

Последние три месяца мы провели в репетиционном зале, разрабатывая материал для нового альбома. Даже несмотря на то, что он еще не готов, мы уже можем обещать, что песни на 100 % соответствуют POWERWOLF и начинаются там, где закончилась Bible of the Beast. Все это яростный, эпический материал, который чертовски цепляет.Оригинальный текст (англ.)We spent the last three months in the rehearsal room working out stuff for the new album. Even though it's still in the making, we can already promise the songs are 100% POWERWOLF, taking off where Bible of the Beast ended. There's furious stuff, there's epic stuff — and all of it is catchy as hell.
28 мая 2011 года место Тома Динера занял Роэль ван Хелден из Нидерландов.
24 мая того же года вышел сингл «Sanctified With Dynamite», а 5 июля — «We Drink Your Blood», ставший первой песней, для которой группа сняла клип.
29 июля группа выпускает альбом Blood of the Saints. В работе над этим альбомом было задействовано более 70 человек, запись проводилась в пяти студиях и двух церквях.
В сентябре группа отправилась в тур совместно с Sabaton, Grave Digger и Skull Fist.

### 2012—2013: Дебют с Napalm Records
В 2012 году группа выпустила два альбома. Первый — Wolfsnächte 2012 Tour EP — мини-альбом совместно с Mystic Prophecy, Stormwarrior, и Lonewolf, включавший ранее не выходившую песню «Living on a Nightmare». Сначала альбом продавался вместе с билетами на Wolfsnächte Tour 2012, а после его завершения он стал доступен в официальном интернет-магазине группы.
Второй альбом — Alive in the Night — первый концертный альбом группы, был выпущен в апреле. Он состоял из десяти треков (общая продолжительность чуть больше 45 минут). Альбом можно было приобрести вместе с апрельским выпуском немецкого издания Metal Hammer.
13 августа 2012 года Powerwolf подписали контракт с Napalm Records.
22 июня 2013 года был выпущен мини-альбом The Rockhard Sacrament, а 28 июня — сингл «Amen & Attack».
18 июля 2013 года Powerwolf издают свой новый альбом под названием Preachers of the Night. Основной темой альбома, по утверждению фронтмена группы, являются крестовые походы. Альбом занял первое место в чартах Германии.

### 2014—2016:Blessed & Possessed
В 2014 году были выпущены сборники The History of Heresy I и The History of Heresy II. The History of Heresy II включал в себя оркестровые версии некоторых песен группы.
Работу над шестым альбомом Powerwolf начали в июне 2014 года, а сам альбом был анонсирован в декабре. 8 мая 2015 вышел сингл «Army of the Night», 5 июня — «Armata Strigoi». Альбом Blessed & Possessed был выпущен 17 июля. Продюсированием занимался Йен Борген, а обложка для диска была вновь создана гитаристом Мэтью Грейвульфом. В 2016 году группа организовала тур в поддержку альбома.
Подарочные издания альбома включали в себя кавер-альбом Metallum Nostrum, который включал кавер-версии песен Judas Priest, Running Wild, Savatage, Chroming Rose, Гэри Мура, Оззи Осборна, Amon Amarth, Iron Maiden и Black Sabbath.
Второй видеоальбом The Metal Mass — Live вышел 27 июля 2016 года в Японии и 29 июля в Европе. В него входили записи с Masters of Rock 2015, Summer Breeze 2015, Wolfsnächte Tour 2015, а также клипы к «Amen & Attack», «Army of the Night», «We Drink Your Blood» и «Sanctified with Dynamite».

### 2017—2019:The Sacrament of Sin
10 октября 2017 года группа анонсировала в Facebook выход седьмого альбома, написание которого они уже закончили, на 2018 год.
В январе 2018 года была начата запись альбома, который вышел 20 июля под названием Sacrament of Sin. В ограниченное издание альбома также был включен диск, содержащий кавер-версии песен Powerwolf исполнителями, выбранными членами Powerwolf: Epica, Saltatio Mortis, Caliban, Battle Beast, Heaven Shall Burn, Kadavar, Kissin’ Dynamite, Милле Петроцца, Марк Гёрц, Amaranthe и Eluveitie..
14 сентября того же года альбом получил награду «лучший альбом года» по версии журнала Metal Hammer.
В 2018 и 2019 годах группа провела европейский тур в поддержку альбома.
11 января 2019 года Powerwolf выпустили переиздание кавер-альбома Metallum Nostrum.
1 ноября 2019 года в качестве сингла Powerwolf выпустили перезаписанную версию «Kiss of the Cobra King».

### 2020:Best of the Blessedи новый альбом
В 2020 году Powerwolf отправились на первый тур по Латинской Америке вместе с Amon Amarth. Последние три концерта пришлось отменить из-за пандемии COVID-19.
16 января был анонсирован альбом Best of the Blessed — сборник лучших песен группы. Изначально релиз был запланирован 5 июня 2020 года, но был перенесен на 3 июля.
28 апреля члены группы объявили о начале записи нового альбома, который должен выйти в 2021 году. 31 марта 2021 года музыканты анонсировали восьмой студийный альбом, Call of the Wild, выход которого запланирован 9 июля. Одновременно с этим группа запланировала на октябрь того же года европейский тур в поддержку нового альбома. 28 ноября 2022 года Powerwolf объявили, что их грядущий девятый студийный альбом Interludium выйдет 7 апреля 2023 года. 4 апреля 2024 г. Powerwolf объявили, что их десятый студийный альбом Wake Up the Wicked выйдет 26 июля 2024 г.

### 2021: Call of The Wild и монументальная месса
В 2021 году на Fascination Street Studios Powerwolf записали альбом «Call of the Wild», состоящий из 11 песен. А в ноябре они объявили о монументальной мессе. Мероприятие в жанре кинематографического металла, над концепцией которого они работали последние несколько месяцев перед этим.

### 2022: Взлет монументальной мессы и новый сингл
Монументальная месса была выпущена в виде записи и заняла первые места в чартах Германии. Также группа приняла участие на Wacken Open Air, кроме того, в этом году группа выпустила новый сингл MY WILL BE DONE.

### 2023: Фестивали
В 2023 они приняли участие в SUMMER BREEZE 2023, где они провели концерт с использованием дополненной реальности, а также HELLFEST 2023.

### 2024: Новый тур
В 2024 году они отправились в тур под названием WOLFSNÄCHTE TOUR 2024, прошедший с 4 по 26 октября. Кроме того, они выпустили два новых сингла: «Sinners Of The Seven Seas» и «1589».

## Музыкальный стиль
Стиль группы является смесью пауэр-метала и традиционного хеви-метала с элементами готик-метала, а в выступлениях находят отражения элементы блэк-метала (например, использование корпспэйнта). Помимо этого, стиль группы отличается от других широким использованием звуков церковного органа и хора. Сами участники говорят о большом влиянии на них таких коллективов, как Black Sabbath, Mercyful Fate, Forbidden и Iron Maiden.
Основной язык песен — английский, встречается латынь (например, в «Werewolves of Armenia», «Lupus Dei», «Fire & Forgive») и, довольно редко, немецкий (в песнях «Moscow After Dark», «Stossgebet», «Kreuzfeuer» и других).
Основная тематика — песни о религии, вампирах и оборотнях. При этом Мэтью Грейвольф обращает внимание, что они поют о религии, а не для религии и придерживаются только одной религии — метала:

Мы много поем о религии; мы своего рода наблюдатели: мы поем о христианстве, Сатане, но мы поем о них, а не для них. Многие спрашивают, кто мы, христиане или сатанисты. Я металист, фанат метала. Метал и есть моя религия. И что же объединяет всех этих людей? Я могу ответить: это гребаный метал.Оригинальный текст (англ.)We sing a lot about religion, we are kind of observing, we sing about Christian mythology, Satan, but we sing about it, not for it. A lot of people ask us: Are you Christian or Satanist?. I am a metallist, a metal fan. Metal is my religion. Look at all these people, what unites them? I can tell you, it's the fucking metal.
Для звучания группы характерны гитарные риффы, традиционно чёткие для пауэр-метала, басовые и классические барабанные партии в сочетании с оперным вокалом. Композиции традиционно опираются на ритм-секцию, в силу чего гитарные соло встречаются не часто. Периодически группа также прибегает к услугам профессионального хора, придающего музыке Powerwolf атмосферность и эпичность.

## Состав группы

### Текущий состав
- Карстен «Аттила Дорн» Брилл — вокал,
- Бенджамин «Мэттью Грейвульф» Бусс — соло-гитара,
- Давид «Чарльз Грейвульф» Фогт — ритм-гитара, бас-гитара,
- Роэль ван Хелден[англ.]* — ударные (c 2011 года),
- Кристиан «Фальк-Мария Шлегель» Йост[англ.]* — клавишные, орган.

- Аттила Дорн
- Мэттью Грейвульф
- Чарльз Грейвульф
- Роэль ван Хелден
- Фальк Мария Шлегель

### Бывшие участники
- Стефан «Стефан Фюнебр» Гембалла[англ.] — ударные (2003—2010),
- Том Динер[англ.] — ударные (2010—2011)[2].

## Дискография

### Альбомы

#### Студийные альбомы
| Название               | Детали                                                                                          | Высшая позиция в чартах | Высшая позиция в чартах | Высшая позиция в чартах | Высшая позиция в чартах | Высшая позиция в чартах | Высшая позиция в чартах | Высшая позиция в чартах | Высшая позиция в чартах | Высшая позиция в чартах | Высшая позиция в чартах | Сертификации     |
| Название               | Детали                                                                                          | GER                     | NLD                     | SWE                     | FIN                     | AUT                     | SWI                     | POL                     | BEL (WA)                | BEL (FL)                | HUN                     | Сертификации     |
| ---------------------- | ----------------------------------------------------------------------------------------------- | ----------------------- | ----------------------- | ----------------------- | ----------------------- | ----------------------- | ----------------------- | ----------------------- | ----------------------- | ----------------------- | ----------------------- | ---------------- |
| Return in Bloodred     | - Выпущен: 4 апреля 2005 - Лейбл: Metal Blade - Форматы: CD, LP, цифровое скачивание, стриминг  | —                       | —                       | —                       | —                       | —                       | —                       | —                       | —                       | —                       | —                       |                  |
| Lupus Dei              | - Выпущен: 7 мая 2007 - Лейбл: Metal Blade - Форматы: CD, LP, цифровое скачивание, стриминг     | —                       | —                       | —                       | —                       | —                       | —                       | —                       | —                       | —                       | —                       |                  |
| Bible of the Beast     | - Выпущен: 24 апреля 2009 - Лейбл: Metal Blade - Форматы: CD, LP, цифровое скачивание, стриминг | 76                      | —                       | —                       | —                       | —                       | —                       | —                       | —                       | —                       | —                       |                  |
| Blood of the Saints    | - Выпущен: 29 июля 2011 - Лейбл: Metal Blade - Форматы: CD, LP, цифровое скачивание, стриминг   | 18                      | —                       | —                       | —                       | —                       | 75                      | —                       | —                       | —                       | —                       |                  |
| Preachers of the Night | - Выпущен: 19 июля 2013 - Лейбл: Napalm - Форматы: CD, LP, цифровое скачивание, стриминг        | 1                       | —                       | 50                      | 49                      | 24                      | 23                      | —                       | 97                      | 105                     | —                       |                  |
| Blessed & Possessed    | - Выпущен: 17 июля 2015 - Лейбл: Napalm - Форматы: CD, LP, цифровое скачивание, стриминг        | 3                       | 70                      | 46                      | 30                      | 17                      | 10                      | —                       | 59                      | 41                      | 26                      | - Чехия: золотой |
| The Sacrament of Sin   | - Выпущен: 20 июля 2018 - Лейбл: Napalm - Форматы: CD, LP, цифровое скачивание, стриминг        | 1                       | 94                      | —                       | 16                      | 9                       | 4                       | 34                      | 16                      | 8                       | 17                      | - Чехия: золотой |
| Call of the Wild       | - Выпущен: 16 июля 2021 - Лейбл: Napalm - Форматы: CD, LP, цифровое скачивание, стриминг        | 2                       | 16                      | —                       | 11                      | 5                       | 5                       | 24                      | 25                      | 15                      | —                       |                  |
| Interludium            | - Выпущен: 7 апреля 2023 - Лейбл: Napalm - Форматы: CD, LP, цифровое скачивание                 | 3                       | —                       | —                       | —                       | 6                       | 5                       | 92                      | 138                     | 48                      | —                       |                  |
| Wake Up the Wicked     | - Выпущен: 26 июля 2024 года - Лейбл: Napalm - Форматы:                                         | 1                       |                         |                         |                         |                         |                         |                         |                         |                         |                         |                  |

#### Концертные альбомы
- 2012 — Alive in the Night
- 2016 — The Metal Mass – Live[англ.]
- 2017 — Preaching at the Breeze[англ.]
- 2022 — The Monumental Mass – A Cinematic Metal Event

#### Сборники
- 2019 — Metallum Nostrum[англ.]
- 2020 — Best of the Blessed[англ.]

##### Бокс-сеты
- 2011 — Trinity in Black[англ.]
- 2014 — The History of Heresy I
- 2014 — The History of Heresy II

### Мини-альбомы
- 2011 — Wolfsnächte 2012 Tour EP
- 2013 — The Rockhard Sacrament
- 2015 — Wolfsnächte 2015 Tour EP

### Синглы
- 2007 — «In Blood We Trust»,
- 2009 — «Raise Your Fist, Evangelist»,
- 2011 — «Sanctified With Dynamite»,
- 2011 — «We Drink Your Blood[англ.]»,
- 2013 — «Amen & Attack[англ.]»,
- 2015 — «Army of the Night[англ.]»,
- 2015 — «Armata Strigoi[англ.]»,
- 2018 — «Demons Are a Girl's Best Friend[англ.]»,
- 2018 — «Midnight Madonna»,
- 2018 — «Fire & Forgive[англ.]»,
- 2018 — «Incense & Iron[англ.]»,
- 2019 — «Kiss of the Cobra King[англ.]»,
- 2020 — «Werewolves of Armenia»,
- 2020 — «Sanctified with Dynamite (Live)».
- 2021 — «Beast Of Gévaudan»
- 2021 — «Dancing with the Dead»
- 2022 — «Sainted by the Storm»
- 2022 — «My Will Be Done»
- 2023 — «Poison» (Alice Cooper cover)
- 2023 — «No Prayer At Midnight»
- 2023 — «Bark at the Moon»
- 2024 — «1589»
- 2024 — «Sinners Of The Seven Seas»